# ピーター・クラーマー
ピーター・クラーマー（Pieter Cramer、1721年5月21日（洗礼日）- 1776年9月28日）はオランダの商人、博物標本（特に蝶類）の収集家である。蝶類の図鑑、"De uitlandsche kapellen"を出版した。

## 略歴
アムステルダムの繊維を扱う裕福な商人であった。生涯、独身でアムステルダムの邸に住んだ。博物学が好きでゼーラント州王立自然科学協会(Koninklijk Zeeuwsch Genootschap der Wetenschappen)の理事長を務めた。
昆虫、化石、好物など博物標本の収集家であり、特にオランダ植民地、スリナム、スリランカ、シエラレオネ、インドネシアなどから多くの蝶の収集を行ない膨大なコレクションを作った。自らのコレクションの記録を残すために、画家のヴァルテナール（Gerrit Wartenaar)に依頼して、標本を細密画を描かせ、さらにオランダの熱心な蝶の収集家たちのコレクションも描かせた。それらの収集家には、オラニエ公ウィレム5世や、スリナム総督の息子ラエ(Joan Raye)らがいた,。集めた博物画の出版を思い立ち、1775年から予約制で出版が始められた。3ヶ月ごとにオランダ語とフランス語の解説がされた33の手彩色の図版が頒布され、1782年まで出版され、1600あまりの種が掲載され、後に4巻の書物にまとめられた。クラーマーは1776年に8回目の頒布が行われた時点で病死したが、出版は解説を書いた、ストール(Caspar Stoll)と出版社によって続けられた。
没後、クラーマーの標本は、売却、寄付などされて分散されたが、一部の標本やヴァルテナールの水彩の原画などは現在のライデンのナチュラリス生物多様性センターに残されている。

## "De uitlandsche kapellen"の図版
"De uitlandsche kapellen: voorkomende in de drie waereld-deelen Asia, Africa en America"の図版

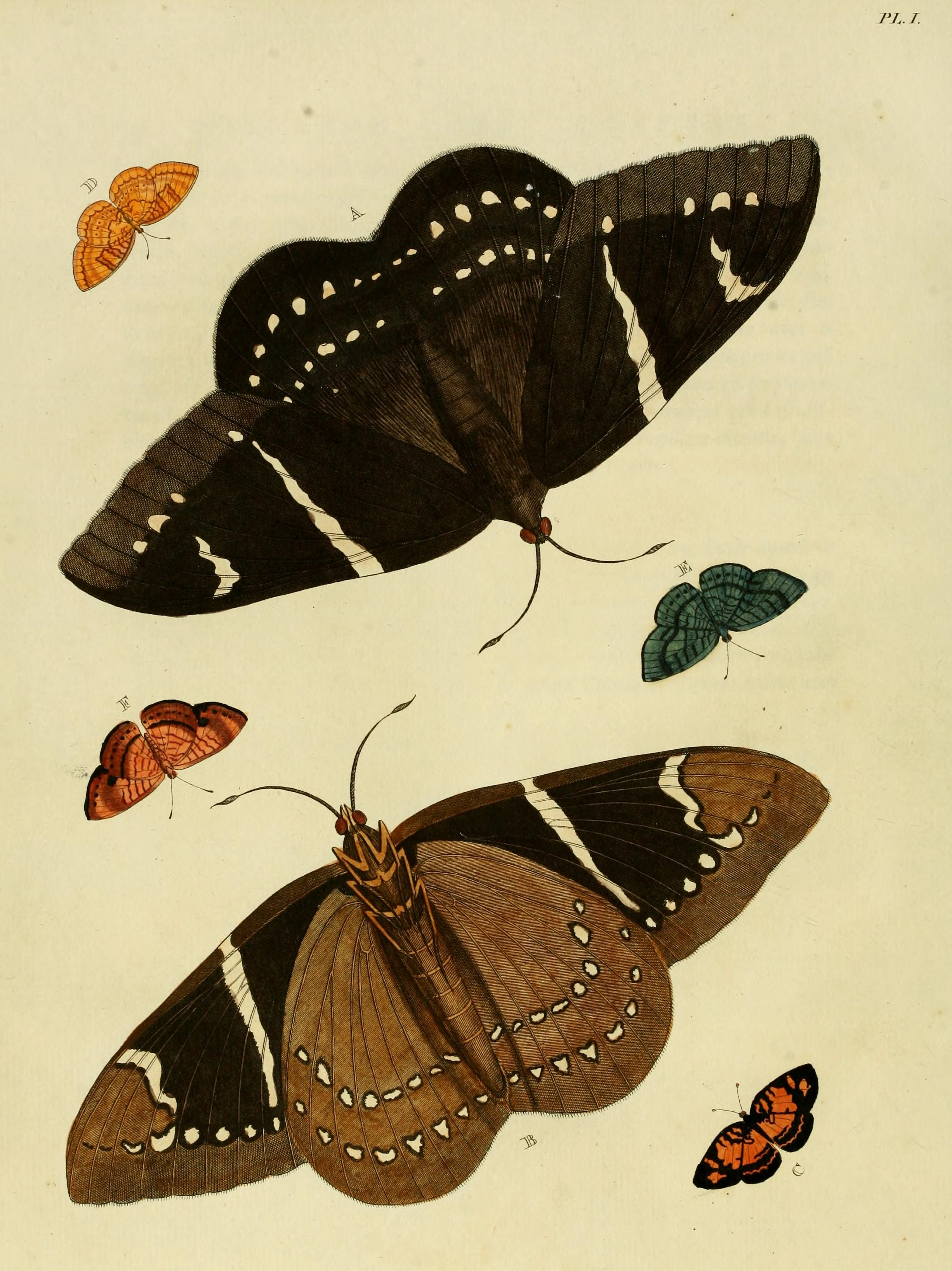
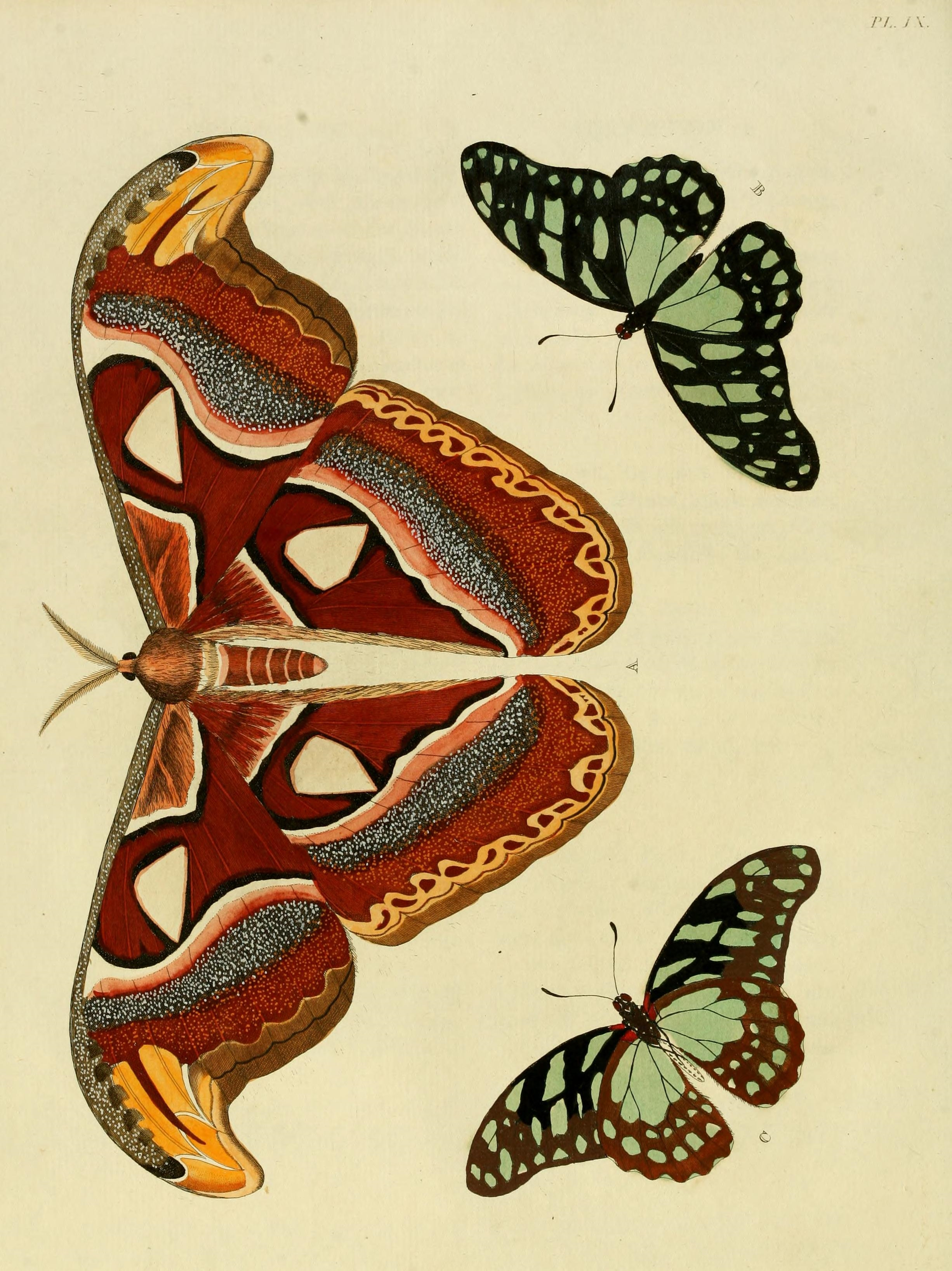
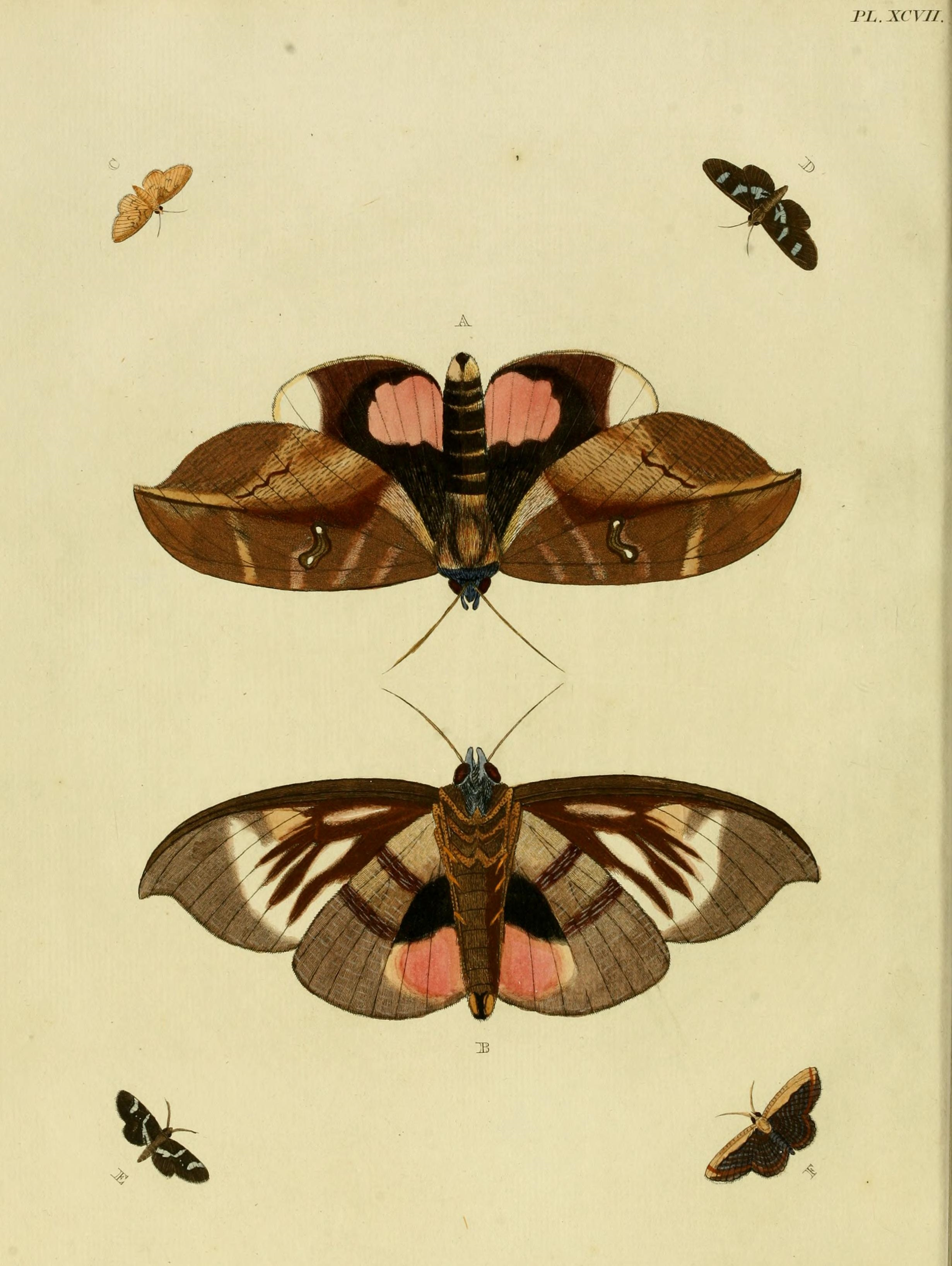
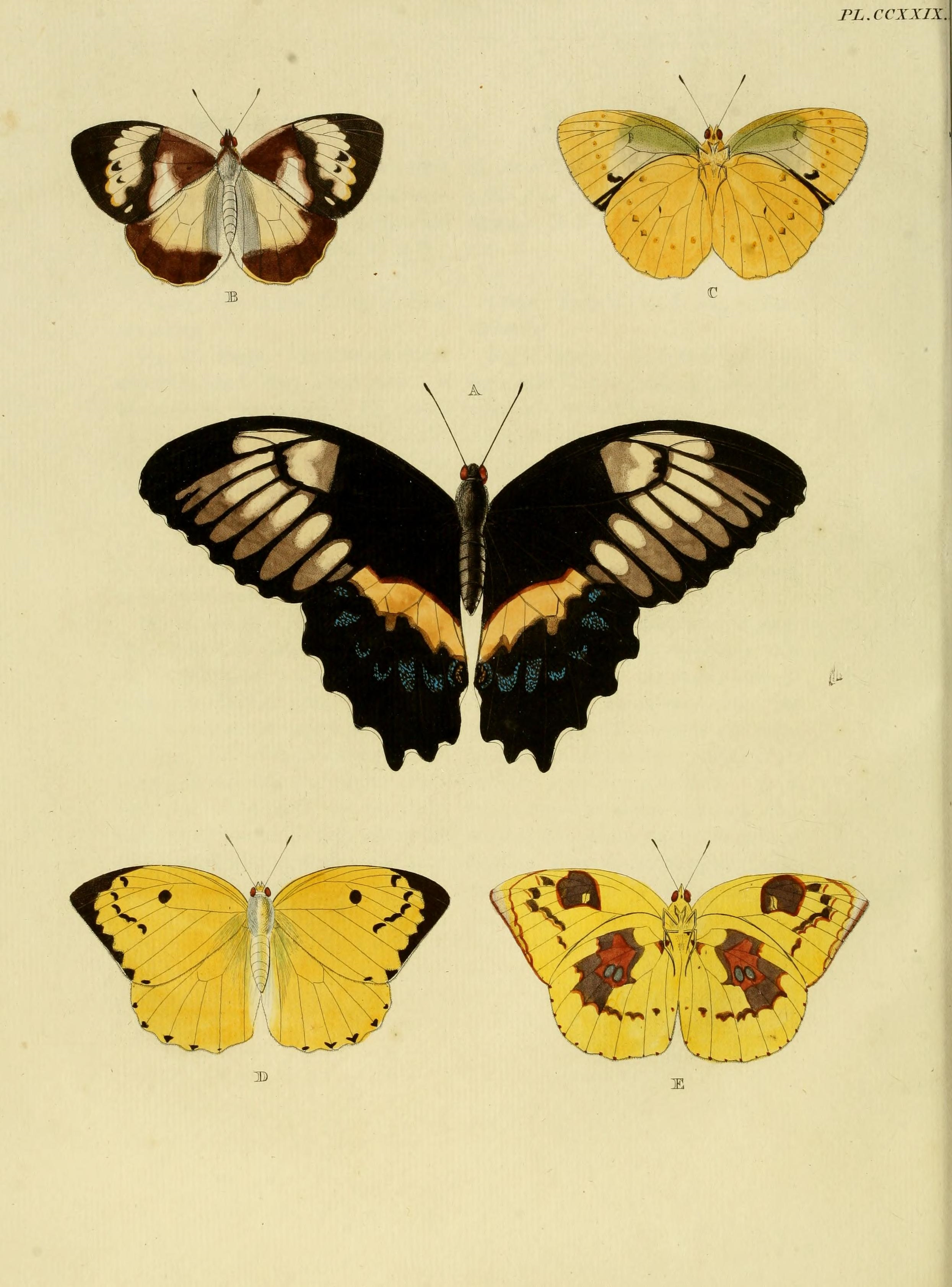
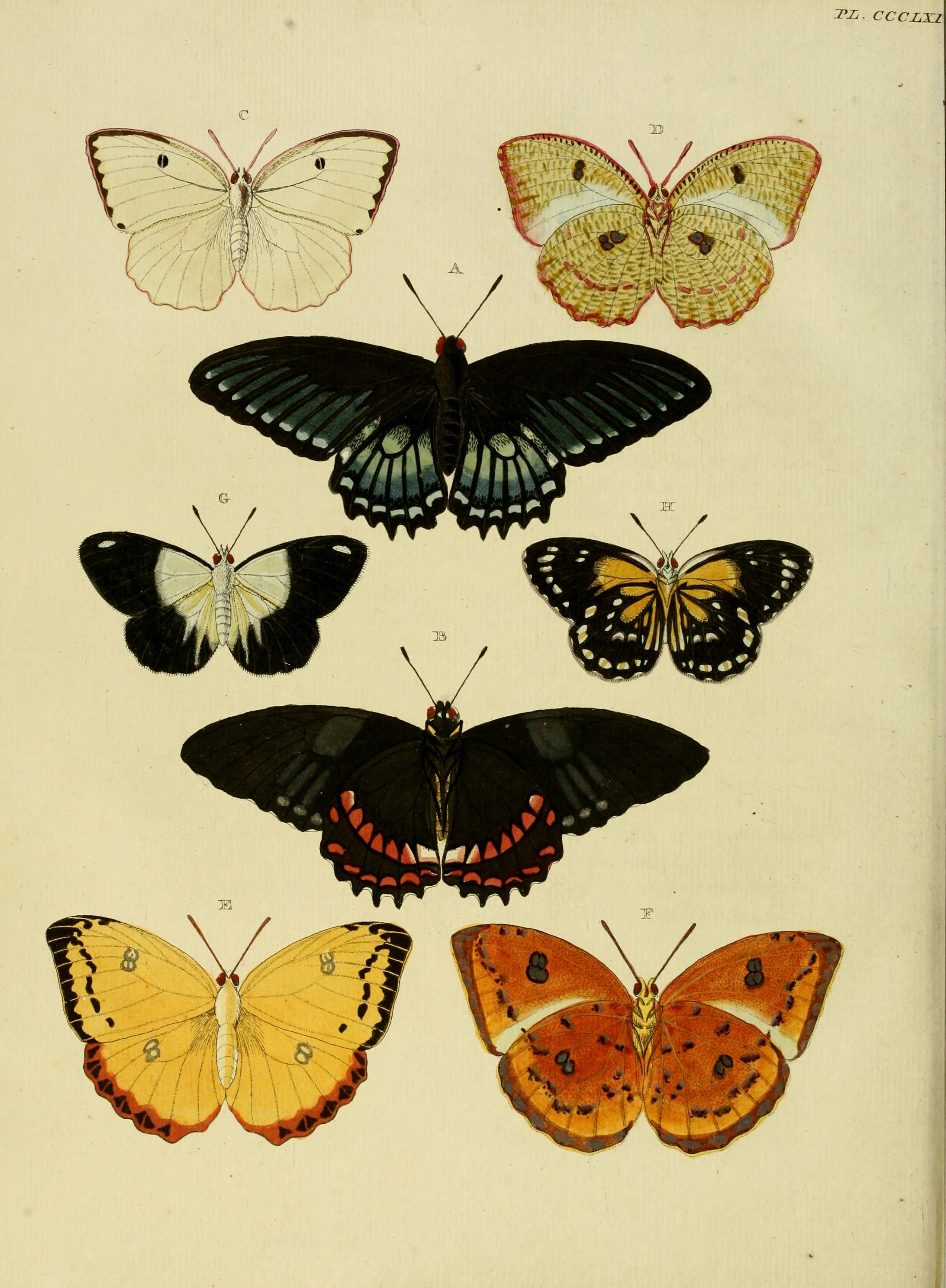

## 著作
- De uitlandsche Kapellen voorkomende in de drie Waereld-Deelen Asia, Africa en America - Papillons exotiques des trois parties du monde l'Asie, l'Afrique et l'Amerique, Amsterdam: Baalde, 1775–1782, Digitalisat, *Digitalisat SUB Göttingen